# Mezinárodní filmový festival Anchorage
Mezinárodní filmový festival Anchorage (MFFA) je největší filmový festival na Aljašce. Koná se každoročně v Anchorage.
Festival se od roku 2001 koná každoročně v prosinci. Více než 100 filmů je uvedeno v několika různých kategoriích. Jessica Star Kaiser se v roce 2017 připojila k MFFA jako programová ředitelka a na pozici ředitelky festivalu vstoupila v roce 2018. Na její staré místo nastoupila v roce 2018 Ida Theresa Myklebost.
Hlavní sálem MFFA je the Bear Tooth Theatre, s 400 sedadly, kde se koná slavnostní otevření a hlavní promítání filmů. Další festivalové filmy jsou ale promítány po celém Anchorage. 

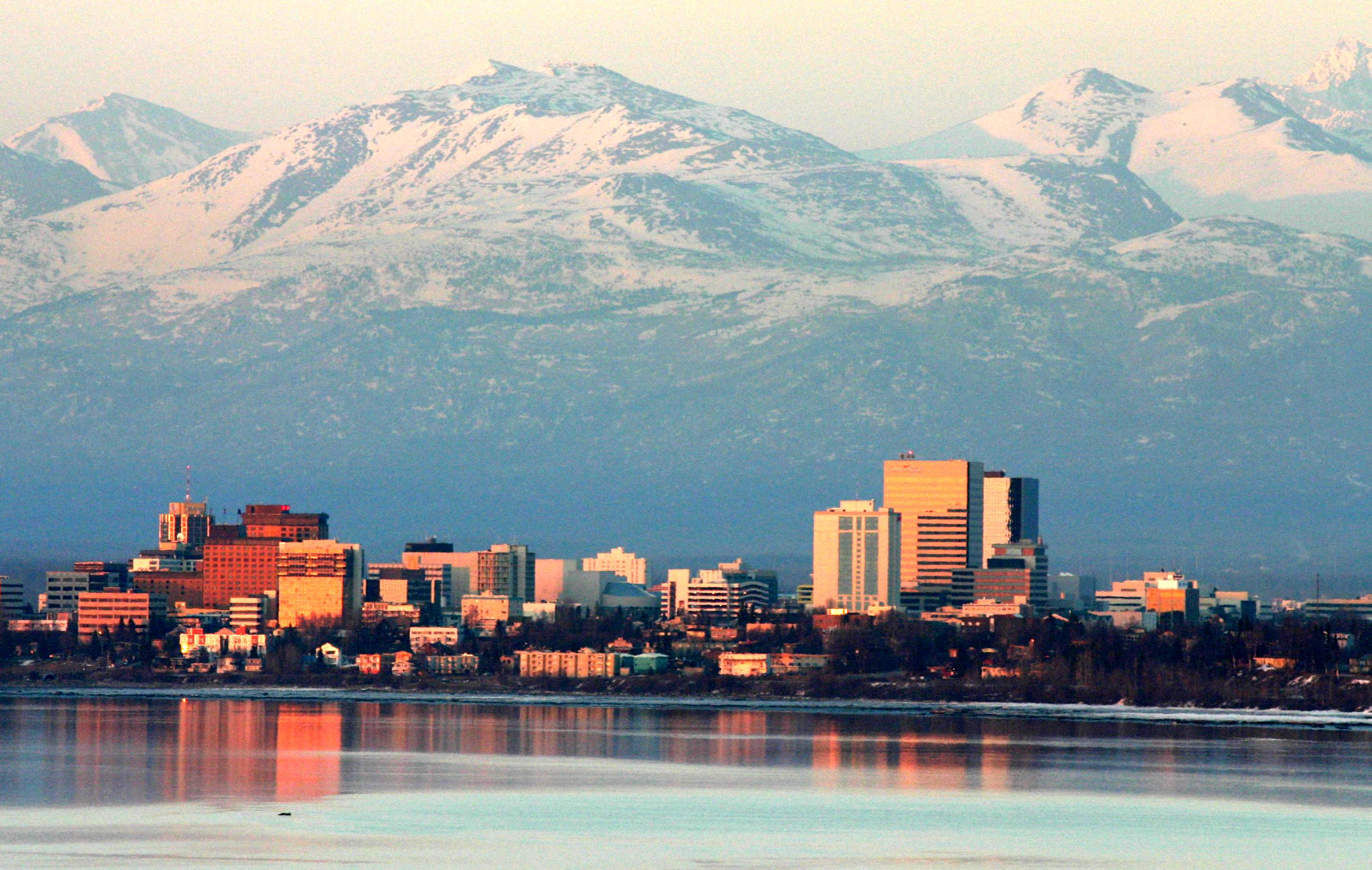
Anchorage

V roce 2020 se festival kvůli pandemii covidu-19 konal virtuálně.

## Historie
Mezinárodní filmový festival Anchorage založil v roce 2001 Tony Sheppard. Od svého založení vyrostl v největší a jediný multižánrový filmový festival na Aljašce.
30. listopadu 2018, během slavnostního otevření festivalu, zasáhlo Anchorage zemětřesení o síle 7 Richterovy škály. Hlavní sál byl těžce poničen, ale organizátorům se s pomocí sponzorů a dobrovolníků povedlo najít náhradní sál a festival se navzdory poničeným komunikacím těšil vysoké návštěvnosti.[zdroj?]

## Udělované ceny
Cena Golden Oosikar je udělována v kategoriích:
- Nejlepší celovečerní film
- Nejlepší dokumentární film
- Nejlepší krátký dokumentární film
- Nejlepší krátký film
- Nejlepší animace
- Nejlepší Made In Alaska
- Nejlepší scénář